# Lista de prefeitos de Pontes e Lacerda
Esta é a lista de prefeitos do município de Pontes e Lacerda, estado brasileiro de Mato Grosso.
| Nº | Nome                                                                     | Imagem                | Partido                                          | Início do mandato       | Fim do mandato                          | Observações                           |
| 1  | Gercino Rodrigues de Souza                                               |                       | Partido Democrático Social PDS                   | 29 de dezembro de 1979  | 31 de janeiro de 1983                   | Prefeito nomeado                      |
| 2  | Dionir de Freitas Queiroz (Paranaíba, 18.02.1940–)                       |                       | Partido Democrático Social PDS                   | 1° de fevereiro de 1983 | 31 de dezembro de 1988                  | Prefeito eleito em sufrágio universal |
| 3  | Dauri Alves Mariano (??, 29.12.1945– Juiz de Fora, 22.01.2021)           |                       | Partido do Movimento Democrático Brasileiro PMDB | 1° de janeiro de 1989   | 31 de dezembro de 1982                  | Prefeito eleito em sufrágio universal |
| 4  | Dionir de Freitas Queiroz (Paranaíba, 18.02.1940–)                       |                       | Partido da Frente Liberal PFL                    | 1° de janeiro de 1993   | 31 de dezembro de 1996                  | Prefeito eleito em sufrágio universal |
| 5  | Décio Cipriano Maniçoba (Alexandria , 16.10.1942–)                       |                       | Partido da Frente Liberal PFL                    | 1° de janeiro de 1997   | 25 de agosto de 1999                    | Prefeito eleito em sufrágio universal |
| 6  | João Bento Neto (Lavras da Mangabeira, 26.08.1939–)                      |                       | Partido da Frente Liberal PFL                    | 26 de agosto de 1999    | 21 de março de 2000                     | Vice-prefeito no cargo de titular     |
| 7  | Décio Cipriano Maniçoba (Alexandria , 16.10.1942–)                       |                       | Partido da Frente Liberal PFL                    | 22 de março de 2000     | 31 de dezembro de 2000                  | Prefeito eleito em sufrágio universal |
| 8  | Nelson Miura (Andradina, 24.10.1952–)                                    |                       | Partido Popular Socialista PPS                   | 1° de janeiro de 2001   | 31 de dezembro de 2004                  | Prefeito eleito em sufrágio universal |
| 9  | Newton de Freitas Miotto (Fernandópolis, 30.01.1967–)                    |                       | Partido Progressista PP                          | 1° de janeiro de 2005   | 31 de dezembro de 2008                  | Prefeito eleito em sufrágio universal |
| 9  | Newton de Freitas Miotto (Fernandópolis, 30.01.1967–)                    | 1° de janeiro de 2009 | Partido Progressista PP                          | 31 de dezembro de 2012  | Prefeito reeleito em sufrágio universal |                                       |
| 10 | Donizete Barbosa do Nascimento, Donizete da Zen (Ituiutaba, 06.06.1960–) |                       | Partido Popular Socialista PPS                   | 1° de janeiro de 2013   | 31 de dezembro de 2016                  | Prefeito eleito em sufrágio universal |
| 11 | Alcino Pereira Barcelos (Aparecida do Taboado, 20.01.1973–)              |                       | Partido Republicano Brasileiro PRB               | 1° de janeiro de 2017   | 31 de dezembro de 2020                  | Prefeito eleito em sufrágio universal |
| 11 | Alcino Pereira Barcelos (Aparecida do Taboado, 20.01.1973–)              | Republicanos REP      | 1° de janeiro de 2021                            | 31 de dezembro de 2024  | Prefeito reeleito em sufrágio universal |                                       |
| 12 | Jakson Bassi                                                             |                       | Partido Liberal PL                               | 1° de janeiro de 2025   | Atualidade                              | Prefeito eleito em sufrágio universal |